# Градус Ранкина
Шкала Ранкина (измеряется в градусах Ранкина — °Ra) — абсолютная температурная шкала, названа по имени шотландского физика Уильяма Ранкина (1820—1872). Используется в англоязычных странах для инженерных термодинамических расчётов.
Шкала Ранкина начинается при температуре абсолютного нуля, точка замерзания воды соответствует 491,67 °Ra, точка кипения воды 671,67 °Ra. Число градусов между точками замерзания и кипения воды по шкале Фаренгейта и Ранкина одинаково и равно 180.
Соотношение между кельвином и градусом Ранкина: 1 K = 1,8 °Ra, градусы Фаренгейта переводятся в градусы Ранкина по формуле °Ra = °F + 459,67.